# Hanna Stettler
Hanna Christiane Stettler geborene Richter (* 1964) ist eine schweizerische reformierte Pfarrerin sowie eine Theologin und Apl. Professorin für Neues Testament an der Eberhard Karls Universität Tübingen.

## Leben und Wirken
Hanna Stettler ist als Pfarrerstochter in München aufgewachsen. Sie absolvierte von 1983 bis 1984 ein Studium evangelischer Theologie am „Institut Biblique Européen“, Lamorlaye, Frankreich und von 1984 bis 1991 an der Ludwig-Maximilians-Universität München, der Eberhard Karls Universität Tübingen, der University of Aberdeen und der Friedrich-Alexander-Universität Erlangen-Nürnberg. Danach folgte ein Vikariatsjahr in Sitterdorf (TG), das 1992 mit ihrer Ordination abschloss. Mit ihrer Dissertation Die Christologie der Pastoralbriefe wurde sie 1997 zum Dr. theol. promoviert. Zwischen 2004 und 2006 war sie Assistentin für Neues Testament in Zürich. 2008 wurde sie an der Universität Tübingen mit ihrer Schrift über Heiligung bei Paulus. Ein Beitrag aus biblisch-theologischer Sicht habilitiert und ist dort seither Privatdozentin und seit 2018 außerplanmäßige Professorin für Neues Testament. Von 2007 bis 2014 war sie zudem Pfarrerin in Gächlingen im Kanton Schaffhausen. Gegenwärtig teilt sie sich eine Stelle in Flaach mit ihrem Mann.
Hanna Stettler ist mit dem Theologen Christian Stettler verheiratet. Das Paar hat drei Söhne und wohnt in Flaach.

## Auszeichnungen
2016: Johann-Tobias-Beck-Preis für ihre Habilitationsschrift, in der sie der Frage nachgeht, ob Paulus die Heiligung der Gemeinde aus Juden- und Heidenchristen als Ziel seiner Mission verstanden hat sowie aufzeigt, dass in der Perspektive des Paulus das Werk des Menschen in der Heiligung nicht mit der Rechtfertigung durch Gott allein aus Glauben in Konkurrenz treten kann.

## Veröffentlichungen (Auswahl)
Monographien
- Die Christologie der Pastoralbriefe (Reihe WUNT 2, 105; zugl. Dissertation, Universität Tübingen 1997), Mohr Siebeck, Tübingen 1998, ISBN 978-3-16-147056-1.
- Heiligung bei Paulus. Ein Beitrag aus biblisch-theologischer Sicht (zugl. Habilitation, Universität Tübingen 2008), Mohr Siebeck, Tübingen 2014, ISBN 978-3-16-152725-8.

Kommentar
- 1. und 2. Timotheus, Titus, in: Erklärt – Der Kommentar zur Zürcher Bibel Bd. 3, hrsg. von der Evang.-reformierten Landeskirche des Kantons Zürich, Zürich 2010, 2500–2531.

als Mitautorin
- Reiner Braun (Hrsg.): Pfarramt um Gottes Willen. Ein Lesebuch zur Ermutigung (mit Texten aus dem Pfarrerinnen- und Pfarrer-Gebetsbund), Erlanger Verlag für Mission und Ökumene, Neuendettelsau 2013, ISBN 978-3-87214-625-0.

Aufsätze
- An Interpretation of Colossians 1:24 in the Framework of Paul’s Mission Theology. In: The Mission of the Early Church to Jews and Gentiles, hrsg. von J. Ådna und H. Kvalbein (WUNT 127, Tübingen 2000), 185–208.
- Sanctification in the Jesus Tradition. Biblica 85 (2004): 153–178.
- Die Bedeutung der Täuferanfrage in Matthäus 11,2-6 par Lukas 7,18-23 für die Christologie. Biblica 89 (2008): 173–200.
- Die Gebote Jesu im Johannesevangelium (14,15.21; 15,10). Biblica 92 (2011): 554–579.
- Did Paul Invent Justification by Faith?. Tyndale Lecture of New Testament 2013, TynB 66 (2015), 161–196.
- Gebet im Neuen Testament – Weltveränderung oder Selbstreflexion?. TheolBeitr 48 (2017), 219–232.
- Die Rechtfertigung des Gottlosen: Die paulinische Soteriologie in alter und neuer Perspektive. In: Armin Daniel Baum und Rob van Houwelingen (Hrsg.): Kernthemen neutestamentlicher Theologie: Ein Studienbuch, Brunnen-Verlag, Gießen 2021, ISBN  978-3-7655-9575-2.